# 皮茨福德鎮區 (愛荷華州巴特勒縣)
皮茨福德鎮區（英語：Pittsford Township）是位於美國愛荷華州巴特勒縣的一個行政鎮區。

## 地方資料
根據2010年美國人口普查的數據，皮茨福德鎮區的面積為94.72平方千米，當中陸地面積為94.64平方千米，而水域面積為0.08平方千米。當地共有人口994人，而人口密度為每平方千米10.49人。